# 伯克貝克 (伊利諾伊州)
伯克貝克（英語：Birkbeck）是位於美國伊利諾伊州德威特縣的一個非建制地區。該地的面積和人口皆未知。

## 地理
伯克貝克的座標為40°10′37″N 88°52′06″W / 40.17694°N 88.86833°W，而該地的平均海拔高度為226米（即741英尺）。